# St-Étienne (Bar-le-Duc)

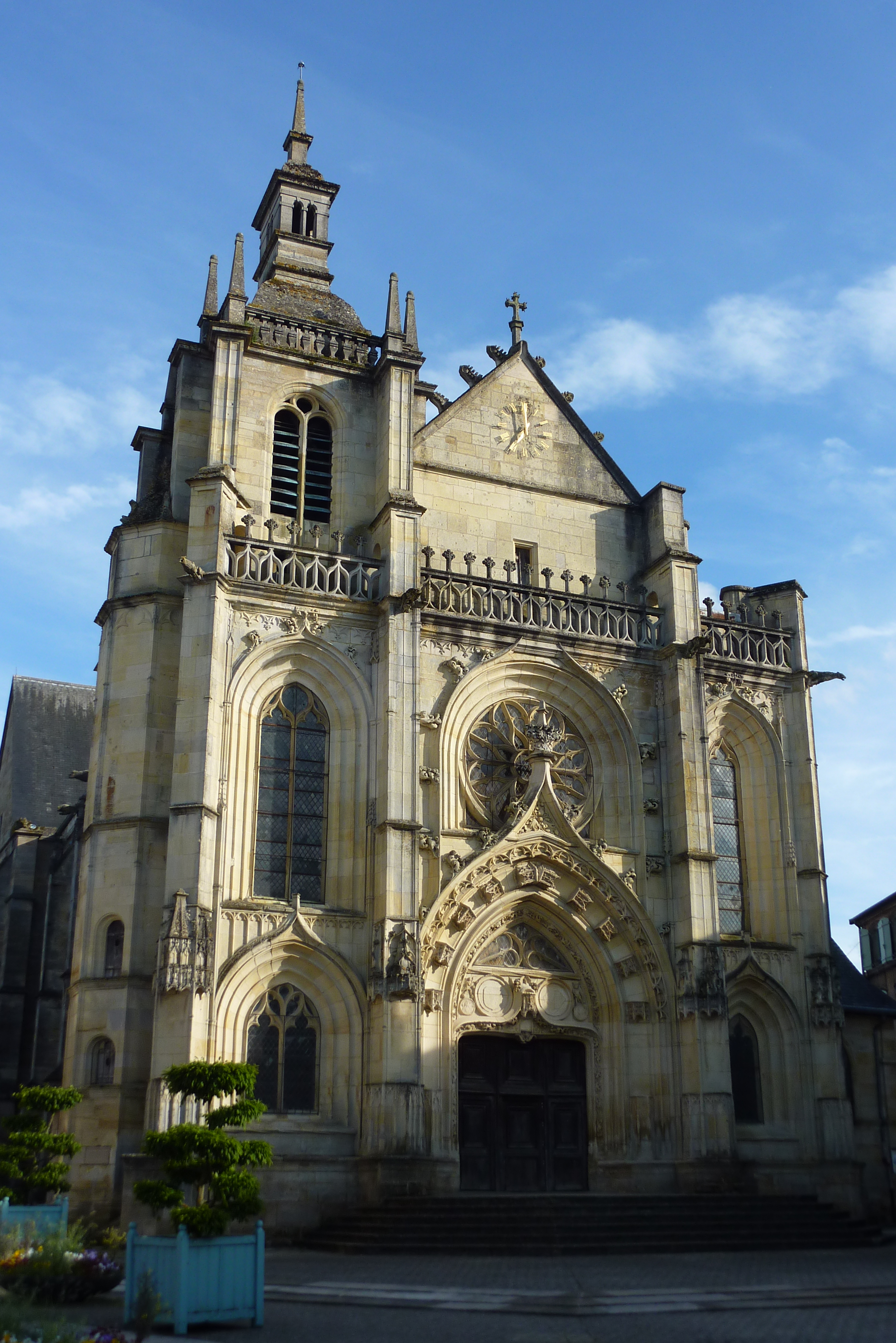
Westfassade der Kirche

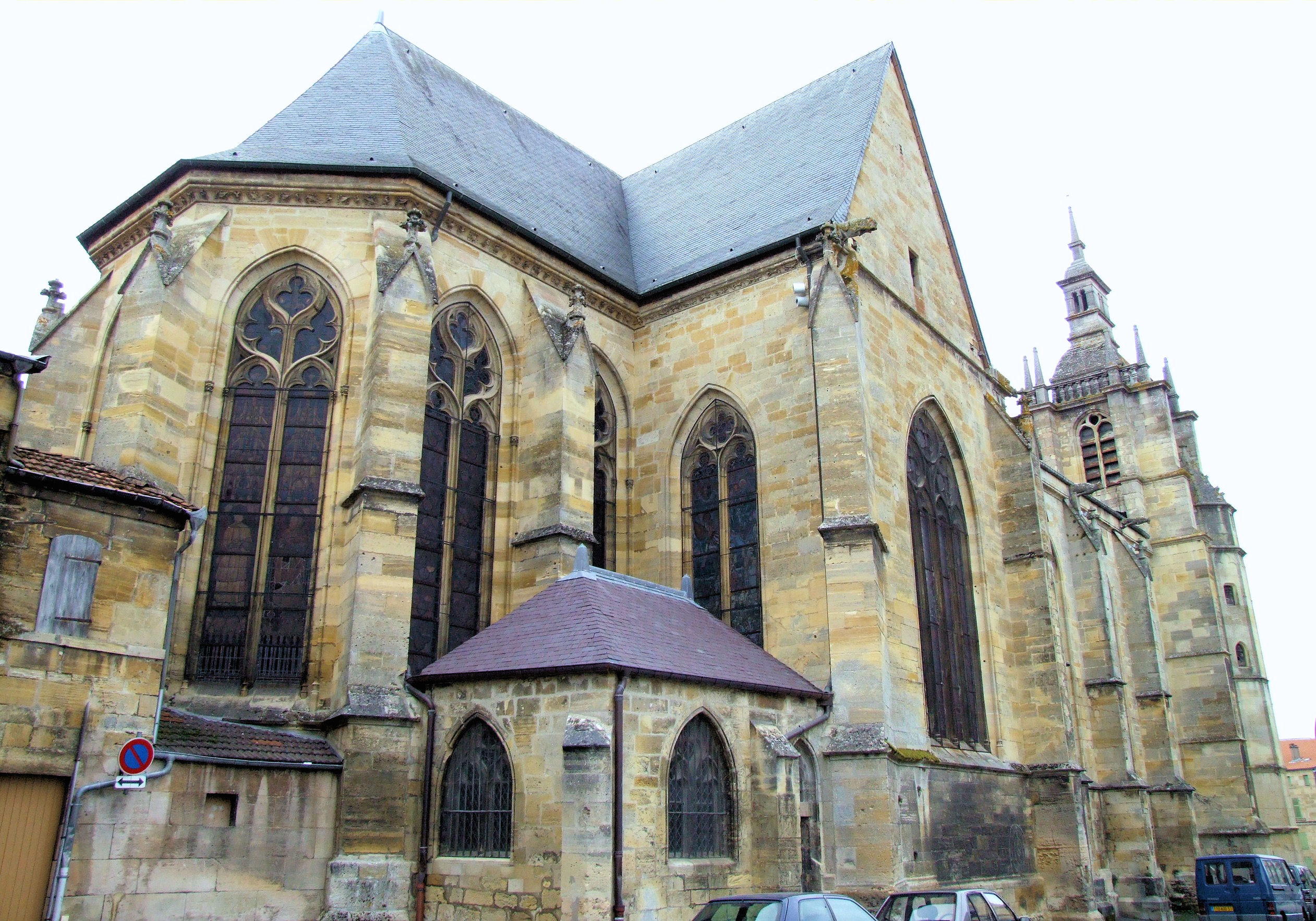
Blick auf Chor und Querhaus, im Vordergrund die Kapelle Sainte-Marguerite

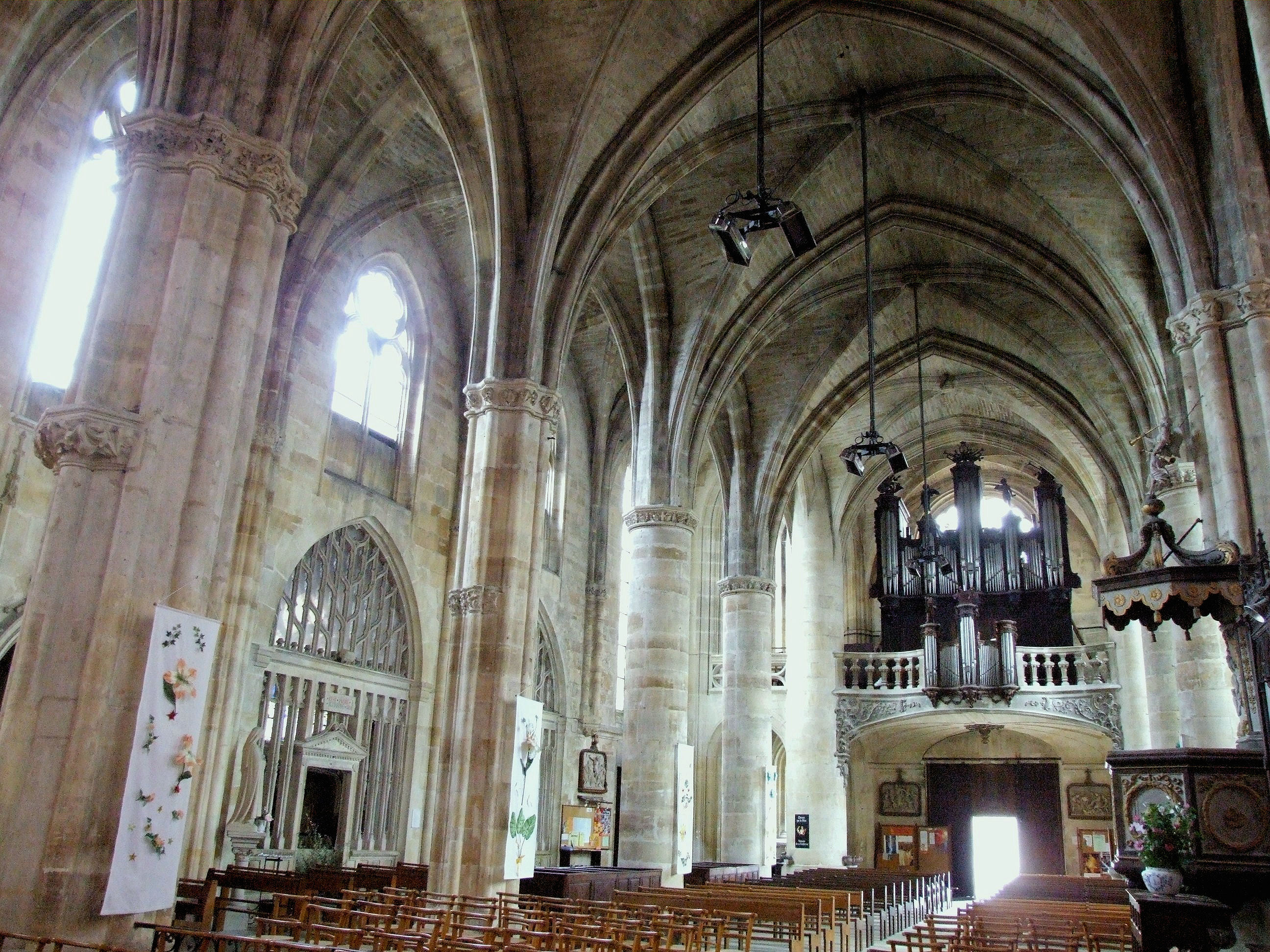
Blick auf Mittelschiff und Orgelempore

Saint-Étienne (St. Stephan) ist eine römisch-katholische Kirche in der Oberstadt von Bar-le-Duc im Stil der Flamboyantgotik mit Elementen der Renaissance. Der Sakralbau steht als Monument historique unter Denkmalschutz.

## Geschichte
Am Petersplatz errichtete Herzog Edouard I. 1315 eine erste Kollegiatkirche, die dem heiligen Peter gewidmet sein sollte. Sie löste eine Kapelle ab, die den hohen Beamten der Oberstadt als Gebetsstätte gedient hatte. Der Bischof von Toul bestätigte die Gründung der Kirche und stellte die Kirche unter das Patronat von Peter und Paul und dem hl. Stephan. Noch vor der Fertigstellung wurde das Bauwerk im Hundertjährigen Krieg erst beschädigt, dann 1438 zerstört. Unterstützt von Réné I. von Anjou richteten die Kanoniker eine Bittschrift an den Papst, der Ablässe gewährte. Zusätzliche Spenden ermöglichten einen Fortgang der Bauarbeiten. Um 1470 war der östliche Teil der Kirche wahrscheinlich vollendet, doch schon 1480 bis 1484 mussten die Bauarbeiten erneut ruhen, da Ludwig XI. die Stadt besetzte. Nach dem Abzug der französischen Truppen gingen die Bauarbeiten dann unter Réné II. an dessen Herzogtum Lothringen die Stadt gefallen war, weiter. Bis 1535 wurde die Fassade vollendet und die beiden westlichen Joche erbaut. Mehrere Schlusssteine tragen die Wappen von René II. und seiner Gemahlin Philippe. Nur der Nordturm entstand erst zwischen 1589 und 1630.
1782 wurde die andere Kollegialkirche der Stadt, Saint-Maxe, zur Gemeindekirche und die Kapitel der beiden Kirchen vereint. In der Folge wurden die Reliquien des hl. Maxe, die sterblichen Überreste der Herzoge von Bar und mehrere Grabmale der Kirche Saint-Maxe in die Kirche überführt.
Während der Französischen Revolution wurde die Kirche schwer beschädigt: Die Statuen des Portals, die Fenster und die Inneneinrichtung wurden zerstört. Die Kirche wurde 1790 geschlossen und im folgenden Jahr als Gemeindekirche Saint-Stephane wieder geöffnet, zwischen 1793 und 1795 hatte der Bau allerdings keine Kirchenfunktion mehr und 1794 diente sie sogar kurz als Gefängnis.
Im 19. Jahrhundert wurde die Kirche immer wieder restauriert, dabei aber auch starke Veränderungen vorgenommen. So wurde 1809 der Mittelpfeiler des Hauptportals entfernt. 1854 wurde eine Kapelle auf der Südseite des Querschiffs abgerissen, da man glaubte, dass sie nicht zum Gesamtbau passe. 1889 wurde die Kirche zum Monument historique erklärt.

## Architektur
Die Kirche wurde am südlichen Rand des Place Saint-Pierre erbaut. Das Westportal der Kirche ist dem Platz gewandt. Es liegt in einer mächtigen Fassade mit einem Nordturm mit steinernem Helm und offener Laterne. Der ursprünglich für den Süden geplante Turm wurde nie fertiggestellt. Die reich gegliederte Fassade mit Maßwerk besitzt Fenster mit Kielbogen und figurlosem Gewände. Nur im Gewände des Hauptportals wurde figürlicher Schmuck angebracht, der allerdings nicht mehr erhalten ist. Einzig die Konsolen bleiben erhalten. Im Tympanon liegen zwei kreisrunde Wappenfelder und ein dreieckiges Fenster. Die Archivolte wird von einem Wimperg mit Renaissanceschmuck überragt. Dahinter liegt eine Fensterrose. Eine Balustrade mit gotischem Zierwerk liegt darüber und verläuft über die gesamte Fassade. Abgeschlossen wird der Mittelteil von einem Dreiecksgiebel mit Uhr. An das Langhaus schließt sich ein Querhaus mir kurzen Armen an und ein eingezogener Chor mit fünfseitigem Schluss. Die Fenster von Langhaus, Querhaus und Chor sind mit Spitzbögen und Maßwerk ausgeführt.
Das Innere der Kirche wird von einem breiten Mittelschiff dominiert, dem schmale Seitenschiffe beigestellt wurden. Dabei ist das südliche Seitenschiff etwas breiter als das nördliche. Die Gewölbe von Mittel und Seitenschiff sind gleich hoch und machen das Langhaus zur Saalkirche.
Die Kirche besitzt vier Kapellen, drei an der Südseite des Langhauses, eine in der Ecke zwischen Querschiff und nördlicher Chorseite. In der Kapelle im Süden der Fassade steht das Taufbecken. Die größte Kapelle ist die Kapelle der Familie Stainville, die die Familie im 16. Jahrhundert stiftete. Die Umfassungsmauer zeigt im unteren Teil Motive der Renaissance, darüber Motive der Spätgotik. Die Kapelle wird von einem Kreuzrippengewölbe mit Nebenrippen überwölbt. Östlich schließt sich die kleine Kapelle Sainte-Anne der Familie Font an. Der durchbrochene Giebel zeigt Renaissancemotive. Das Fenster der Kapelle ist in Grisaille-Technik im 16. Jahrhundert entstanden. Das Gitter der Kapelle entstand Ende des 16./Anfang des 17. Jahrhunderts. An der Nordseite des Chores liegt die kleine Sainte-Marguerite-Kapelle, die um 1503 von dem Kapiteldekan François Brulé gestiftet wurde. In der Kapelle befindet sich ein Grabepitaph des Stifters.

## Ausstattung

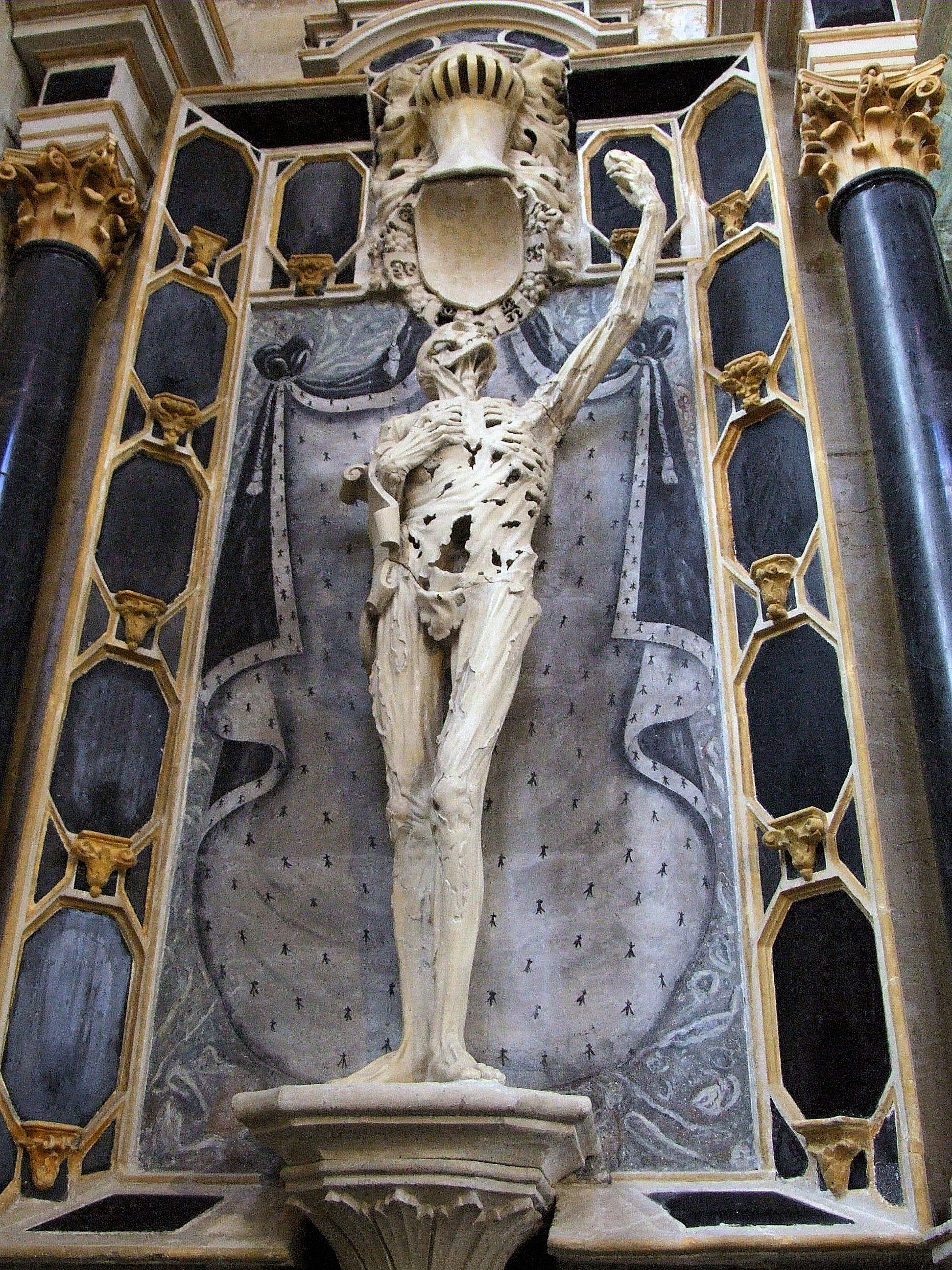
„Le Transi de René de Chalon“ von Ligier Richier

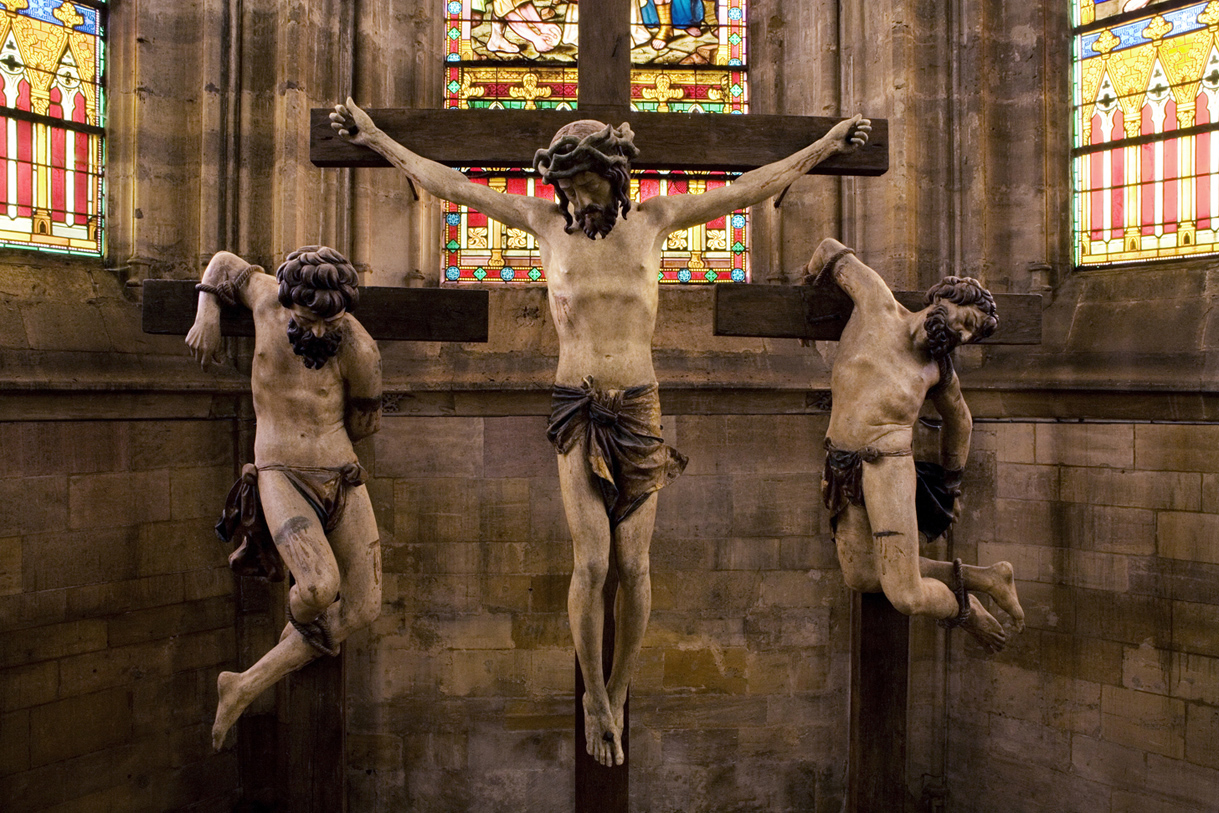
Kreuzigungsgruppe „Christus zwischen den beiden Schachern“ von Richier im Chor der Kirche

Die Kirche besitzt mehr als 70 wertvolle Ausstattungsgegenstände, die unter Denkmalschutz stehen. Im Chor hinter dem Altar steht eine Kreuzigungsgruppe „Christus zwischen den beiden Schächern“ von Ligier Richier. Die hölzerne Skulptur wurde von dem Künstler um 1531 geschaffen. Zu dessen bedeutendsten Arbeiten gehört „Le Transi de René de Chalon“, oft nur kurz „Das Skelett“ genannt. Die Statue aus Kalkstein schuf Richier im 16. Jahrhundert. Ursprünglich stand sie um 1545 in der Stiftskirche Saint-Maxe auf dem Grabmal von René de Chalon. Nach der Zerstörung der Kirche während der Französischen Revolution wurde die Bildhauerarbeit nach Saint-Étienne transloziert. Das Skelett steht in einer prachtvoll ausgemalten Nische auf einer Konsole und blickt in die Höhe auf sein Herz, das es in der linken Hand hochstreckt. Das Werk gilt als bedeutendes Werk der Renaissance und wurde bereits 1898 als Monument historique qualifiziert. Unter dem Skelett liegt die Gruft der Herzöge von Bar.
Ein weiteres sakrales Kunstwerk der Kirche ist die „Notre-Dame du Guet“ („Heilige Jungfrau von der Wache“) aus weißem Kalkstein aus dem 14. Jahrhundert. Die Madonna mit Jesuskind im Arm stammt von einem unbekannten Künstler und steh unter einem steinernen Baldachin, der von Säulen getragen wird. Beide Figuren tragen vergoldete Kronen.
Bedeutendstes Gemälde ist eine Kreuzigungsszene aus dem frühen 17. Jahrhundert. Sie zeigt die Kreuzigung Christi. Im Hintergrund wurde anstelle Jerusalems die Stadt Bar-le-Duc gemalt. Damit gilt die Arbeit des unbekannten Künstlers als wichtiges zeithistorisches Dokument, das das Aussehen der Stadt vor der Zerstörung durch die Truppen Ludwig XIV. zeigt.
In der Taufkapelle stehen Figuren des hl. Stephan, des hl. Johannes und der Anna beim Lehren aus dem 16. Jahrhundert. Außerdem finden sich hier ein Relief des hl. Johannes und der hl. Magdalena aus dem 16. Jahrhundert und Kirchenfenster aus der gleichen Zeit. In der Kapelle der Stainvilles stehen zwei Steinstatuen des hl. Rochus und des hl. Adrian, die der flämische Bildhauer Jean Crocq Ende des 15. Jahrhunderts schuf.
Eine Orgel besitzt die Kirche mindestens seit dem 17. Jahrhundert. 1770/71 schuf Nicolas Dupont ein neues Instrument für die Kirche, das aber schon 23 Jahre später zerstört wurde. Zwischen 1809 und 1828 erhielt Saint-Étienne dann eine Orgel von Jean-François Vautrin und Antoine François Brice Tidelot, die auch Teile der alten Orgel verwendeten. Ende des 19. Jahrhunderts wurde die Orgel leicht verändert.